# Tirage au sort
Pour les articles homonymes, voir Toss.

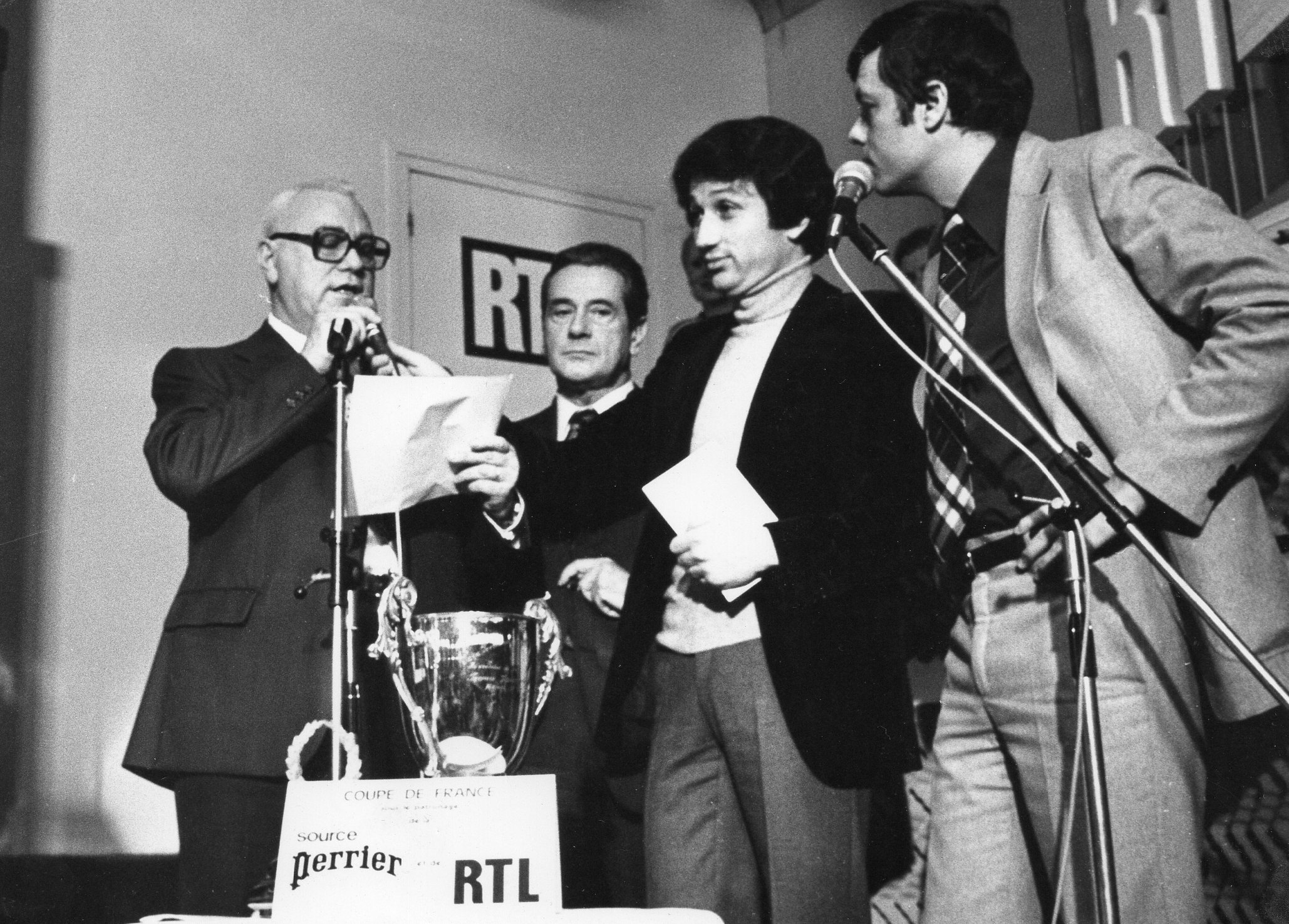
Tirage au sort de la Coupe de France dans les studios de RTL (1978)

Le tirage au sort est une méthode pour sélectionner un échantillon ou prendre une décision, dans laquelle le résultat est laissé au hasard. La représentativité de ce résultat dépend en réalité statistiquement de la taille de l'échantillon tiré au sort.
En politique, l'utilisation du tirage au sort afin de constituer une assemblée (échantillon large), confère à cette dernière une représentativité plus importante que si elle découlait d'un vote. Son utilisation en fait un moyen de prise de décision démocratique défendu notamment par les partisans de la démocratie directe.
À l'inverse lorsque l'échantillon est réduit, le résultat du tirage au sort n'est pas statistiquement représentatif. Il reste malgré tout largement utilisé dans la vie courante afin de prendre des décisions de la manière la plus impartiale possible en ne faisant intervenir que le hasard et ce dans le cas où les arguments rationnels ou le consensus ont atteint leurs limites. Ainsi, quand il n'y a que deux résultat possibles, le pile ou face est souvent la méthode utilisée. Quand il y a plus de deux choix, la courte paille ou le tirage d'étiquettes ou de numéro au hasard peuvent être utilisés.

## Usage politique (démocratie)
Le tirage au sort était utilisé par les sociétés de l'Antiquité telles que la Grèce antique pour choisir leurs dirigeants. Ce mode de nomination fait partie des fondements de la Démocratie athénienne. Dans la mythologie grecque, après que le roi de Troie Laomédon ait consulté un oracle lui dictant d'offrir de jeunes filles au monstre marin Céto, c'est par tirage au sort qu'Hésione, sa propre fille, est choisie et sacrifiée.

## Usage militaire

### Instance nationale de concertation des personnels militaires
En France et en Espagne, les militaires ne pouvant pas être syndiqués, l'armée fait appel au tirage au sort pour désigner des représentants professionnels dans les instances nationales de concertation des personnels militaires.

### Conscription

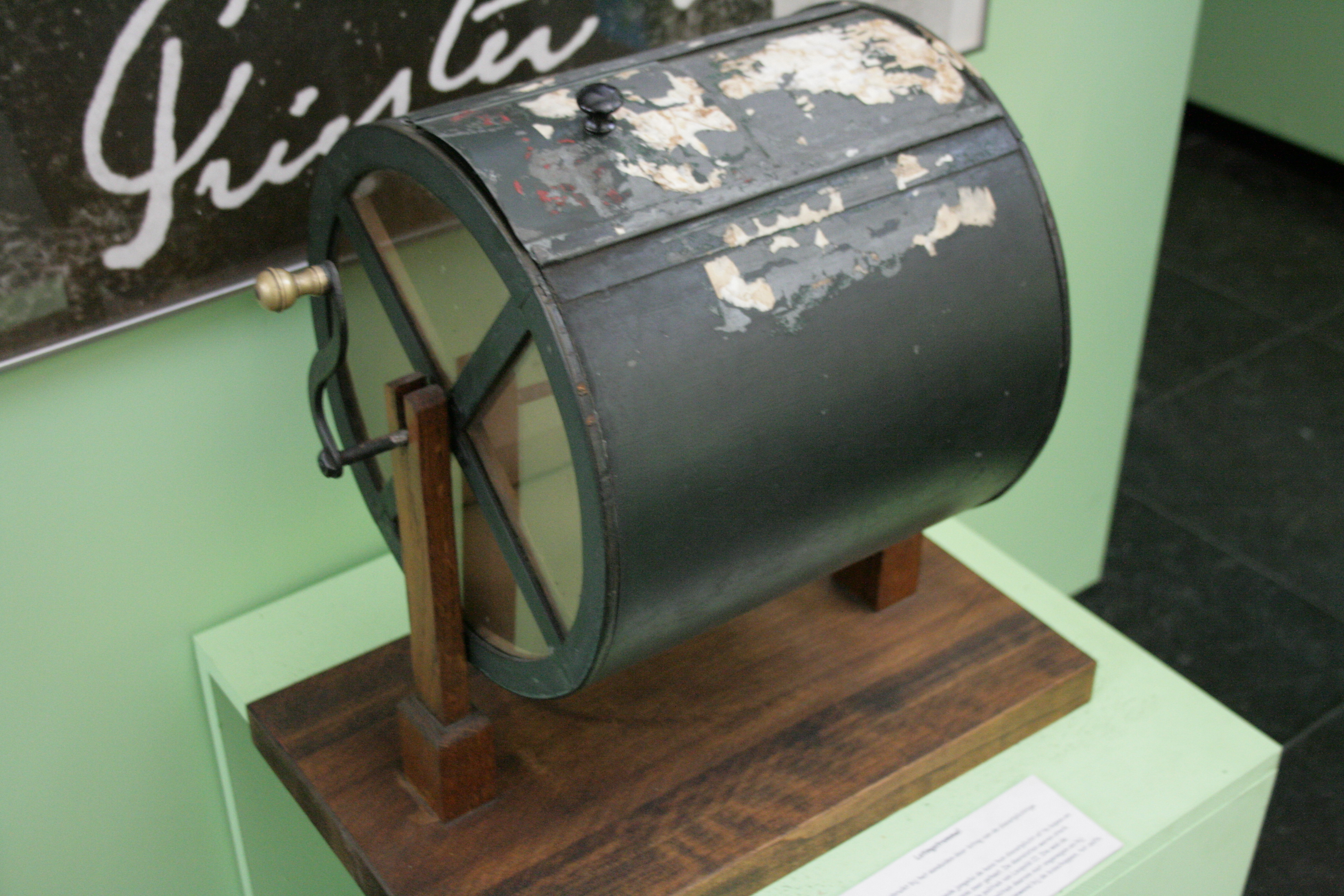
Tambour employé lors du tirage au sort en Belgique

Le tirage au sort a été la méthode utilisée pour le service militaire et la conscription dans différents pays, dont la Belgique, la France ou les Pays-Bas.
Lors d'un tirage au sort organisé publiquement par les autorités, les jeunes hommes en âge de service devaient tirer au hasard un numéro qui décidait, ou non, de leur incorporation dans l'armée. Certains, issus de familles riches, choisissaient le remplacement : pour échapper au service militaire, ils payaient un remplaçant.
En France, la loi Cissey du 27 juillet 1872 rendit le service militaire obligatoire pour tous les Français âgés de 19 ans. Les effectifs étant limités à 400 000 hommes, c'est par tirage au sort que l'on décidait de la durée du service actif : si on tirait un « mauvais numéro », le service était de cinq ans, celui qui tirait « un bon numéro » effectuait un service court, un an. Le remplacement n'existait pas mais les dispenses et les sursis étaient nombreux.
Le 21 mars 1905, la loi Berteaux du ministre de la Guerre du gouvernement Maurice Rouvier (2), préparée par le général André, précédent ministre de la Guerre, supprime le tirage au sort, les payements de remplacements, ainsi que les exemptions (sauf pour inaptitude physique). Désormais tous les hommes sont appelés pour deux ans, pour un service personnel, égal et obligatoire. La loi rétablit ainsi le principe d'égalité de tous devant le service militaire. Comme il y a plus d'appelés, le service est réduit à deux ans, et l'effectif du contingent de l’armée d’active se trouve maintenu à son niveau antérieur . Cette loi est la loi fondatrice du service militaire durant le XXe siècle.
En Belgique, le tirage au sort imposait une lourde contrainte : les mauvais numéros (les tombés) devaient servir quatre années dans l’artillerie ou la cavalerie ; vingt-deux mois dans l'infanterie. Il existait donc des marchands d’hommes ou des agences qui se chargeaient de trouver des remplaçants. Ce système, contraire à la fois à l'intérêt général et militaire et à la justice sociale fut supprimé le 14 décembre 1909 et remplacé par le service personnel d'un fils par famille.
Aux Pays-Bas, le tirage au sort fut instauré en 1810 sous l'empire français. Le système fut maintenu lorsque Guillaume Ier revint aux Pays-Bas en 1813. Jusqu'en 1898, il était possible, contre paiement, d'échanger son numéro avec quelqu'un qui avait participé au même tirage ou de se faire remplacer. En cas de remplacement, le frère du conscrit était également exempté de service, ce qui explique que le remplacement coutait plus cher que l'échange de numéros. Le tirage au sort survécut jusqu'en 1938.

## Tirage au sort des jurés d'assises
Dans le système judiciaire français, les jurés désignent les membres tirés au sort des cours d’assises chargés de se prononcer sur la culpabilité des accusés, et le cas échéant sur la peine applicable.
La procédure de désignation des jurés est complexe : elle se fonde sur une succession de tirages au sort parmi les citoyens de plus de 23 ans, à partir des listes électorales. Plusieurs filtres permettent ensuite de s’assurer que les futurs jurés remplissent les conditions d’aptitude.
Une liste définitive de 40 titulaires est alors tirée au sort pour la durée de la session d’assises.
Au début de chaque affaire, un nouveau tirage au sort permet la désignation des 6 jurés (9 en appel) appelés à composer le jury d’assises.
Si historiquement, les jurés se prononçaient seulement sur la culpabilité des accusés, ils sont désormais des juges à part entière, au même titre que les magistrats professionnels qui siègent à leur côté dans la cour d’assises : la cour et le jury délibèrent ensemble sur la culpabilité et sur la peine, sans que les magistrats ne disposent de voix prépondérante. Le système de vote est d’ailleurs structuré de telle sorte que les décisions se prennent toujours à la majorité des voix exprimées par les jurés.
Les jurés populaires ont traditionnellement un rôle important en France pour le jugement des crimes, mais la loi du 10 aout 2011 a innové en instituant des « citoyens assesseurs » pour le jugement des délits les plus graves : deux citoyens assesseurs complètent ainsi certaines formations correctionnelles de jugement composées de trois juges professionnels.
Les citoyens assesseurs, qui sont tirés au sort chaque année à partir des listes électorales, peuvent être désignés pour siéger jusqu’à 10 jours par an. Ils bénéficient d’une formation d’une journée sur le fonctionnement de la justice pénale et sont indemnisés pour l’exercice de leur fonction.